# Karmelava
Karmelava es una pequeña ciudad en la comarca del subdistrito de Kaunas, en el norte del área metropolitana de Kaunas, en Lituania. La ciudad se ubica a la orilla del río Neris, junto a la autopista Kaunas–Jonava. Desde 1988 en Karmelava se utiliza el aeropuerto Kaunas - entre los aeropuertos de la capital de la nación Vilna en la parte sur-levantina de Lituania y de la ciudad costera Palanga al norte de Klaipeda en el nor-poniente del país, siendo uno de los tres aeropuertos lituanos internacionales. Tras la independencia de Lituania, durante la década de 1990, el aeropuerto se renovó mucho, aunque continuó siendo relativamente pequeño, comparado con los grandes nudos aéreos en las metrópolis mundiales. Durante el año 2000 en dicho aeródromo se instaló el centro de los países bálticos para control aéreo, y desde el otoño de 2006 la compañía aérea de bajo coste Ryanair es usuaria - junto a aeropuertos en Gran Bretaña e Irlanda - desde Karmelava, también al continente europeo, en nombre del aeropuerto Hahn en Alemania occidental, el cual comunica bien con los centros metropolitanos que rodean las ciudades Colonia, Fráncfort del Meno, Renania-Palatinado y Sarre, pero también de Luxemburgo, noreste de Francia y este de Bélgica,